# Leopold Neumer
Leopold Neumer (* 8. Februar 1919; † 19. März 1990) war ein österreichischer Fußball-Nationalspieler.

## Karriere
Der Linksaußen Leopold Neumer begann seine Karriere beim 1. Simmeringer SC. Zur Wiener Austria wurde er 1935 geholt, ab der Saison 1936/37 war er regelmäßig in der Kampfmannschaft zu finden. Für die Veilchen spielte Leopold Neumer elf Jahre bis zur Saison 1946/47 und konnte dabei 1937 und 1946 österreichischer Vizemeister werden sowie 1947 das ÖFB-Cupfinale erreichen, welches aber an Wacker ging. Bereits als Achtzehnjähriger spielte der Linksaußen in der österreichischen Nationalmannschaft, sein Debüt gab er 10. Oktober 1937 gegen Ungarn. Bereits in seinem zweiten Länderspiel scorte er gegen die Tschechoslowakei, auf Grund der Annexion Österreichs durch das Deutsche Reich sollte es das letzte österreichische Länderspieltor für acht Jahre bleiben.
Zur Weltmeisterschaft 1938 fuhr Leopold Neumer so gezwungenermaßen mit einem „großdeutschen Team“, er selbst spielte auch im Achtelfinale im Wiederholungsspiel gegen die Schweiz. Neumer war bis Mitte 1940 beim Reichsarbeitsdienst und konnte in dieser Zeit nur einzelne Spiele mitmachen. Bis April 1942 spielte
er dann mit kleineren Unterbrechungen regelmäßig, danach bedingt durch seinen Kriegsdienst nur mehr einzelne Matches. Nach Kriegsende war er jedoch wieder beim ersten österreichischen Heimspiel 1945 gegen Frankreich dabei, beim berühmten 4:1-Sieg erzielt er auch einen Treffer. Nach seinem Karriereende bei der Austria kam er noch einmal über den Favoritner SK Blau-Weiß zu seinem Stammklub Simmering, für die Rot-Schwarzen spielt er auch noch 1951/52 in der A-Liga.

## Erfolge
- 2 × Österreichischer Vizemeister: 1937, 1946
- 1 × Österreichischer Cupfinalist: 1947
- 4 Spiele und 2 Tore für die österreichische Fußballnationalmannschaft von 1937 bis 1946